# Isuzu Elf
L'Isuzu Elf est un modèle de camion moyen avec un PTAC de 3,5 tonnes produit par Isuzu depuis 1959. En dehors du Japon, il est connu sous le nom de Série N. La gamme était à l'origine principalement disponible au Japon et dans d'autres pays asiatiques. Deux versions sont disponibles, le NKR et le NPR:
- Le NKRs, modèle de base, possède à la fois de roues simples à l’arrière et un empattement court.

- Le NPR est disponible en cabine large sur les versions chantier.

## Galerie

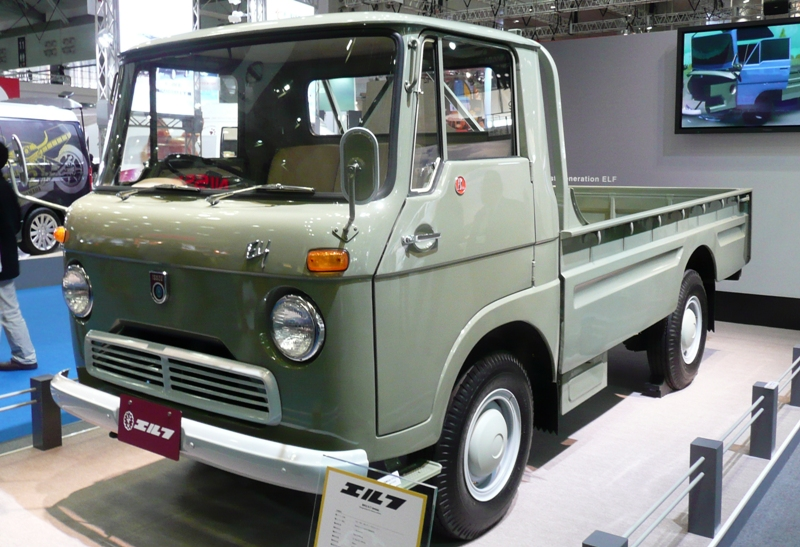
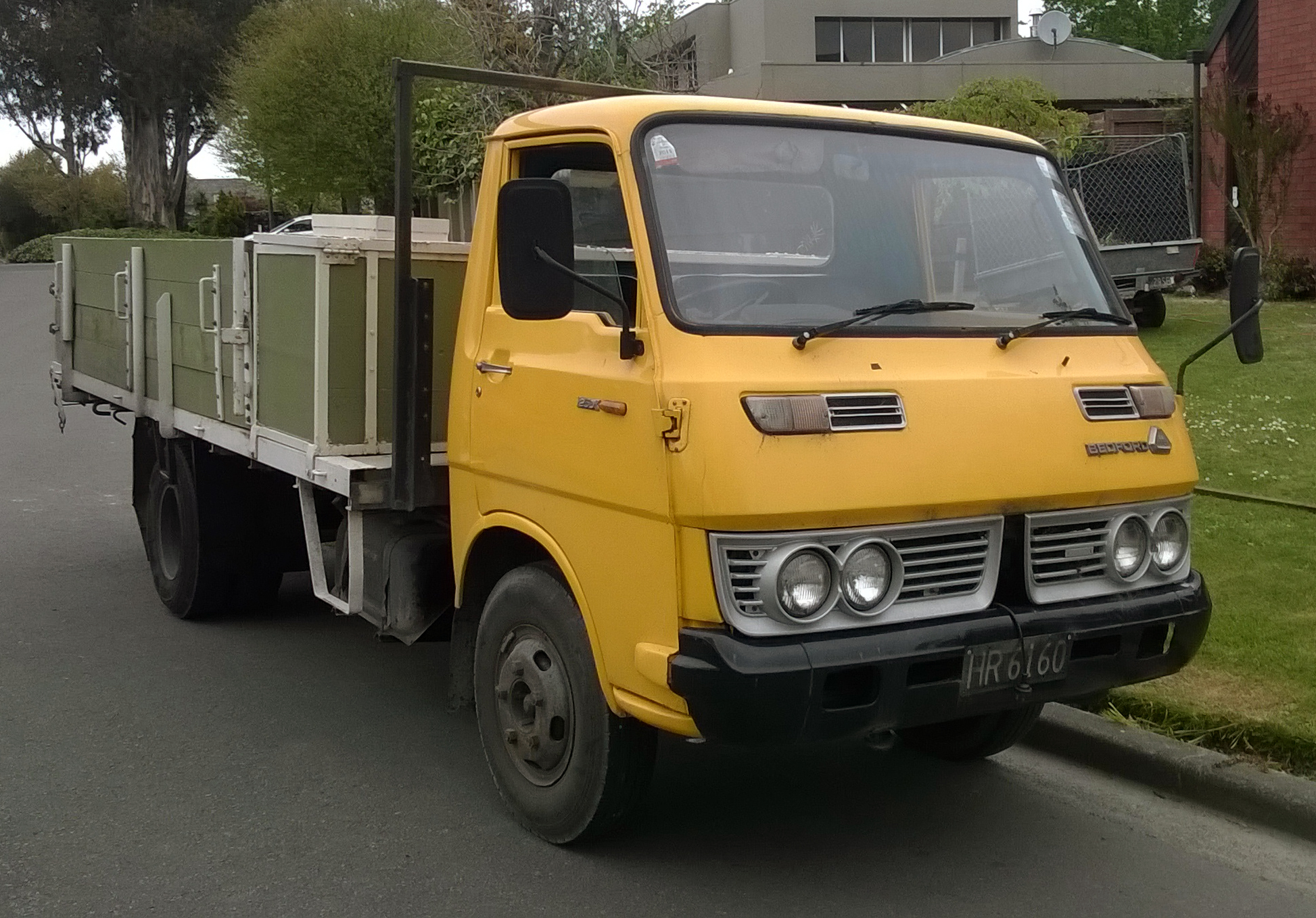
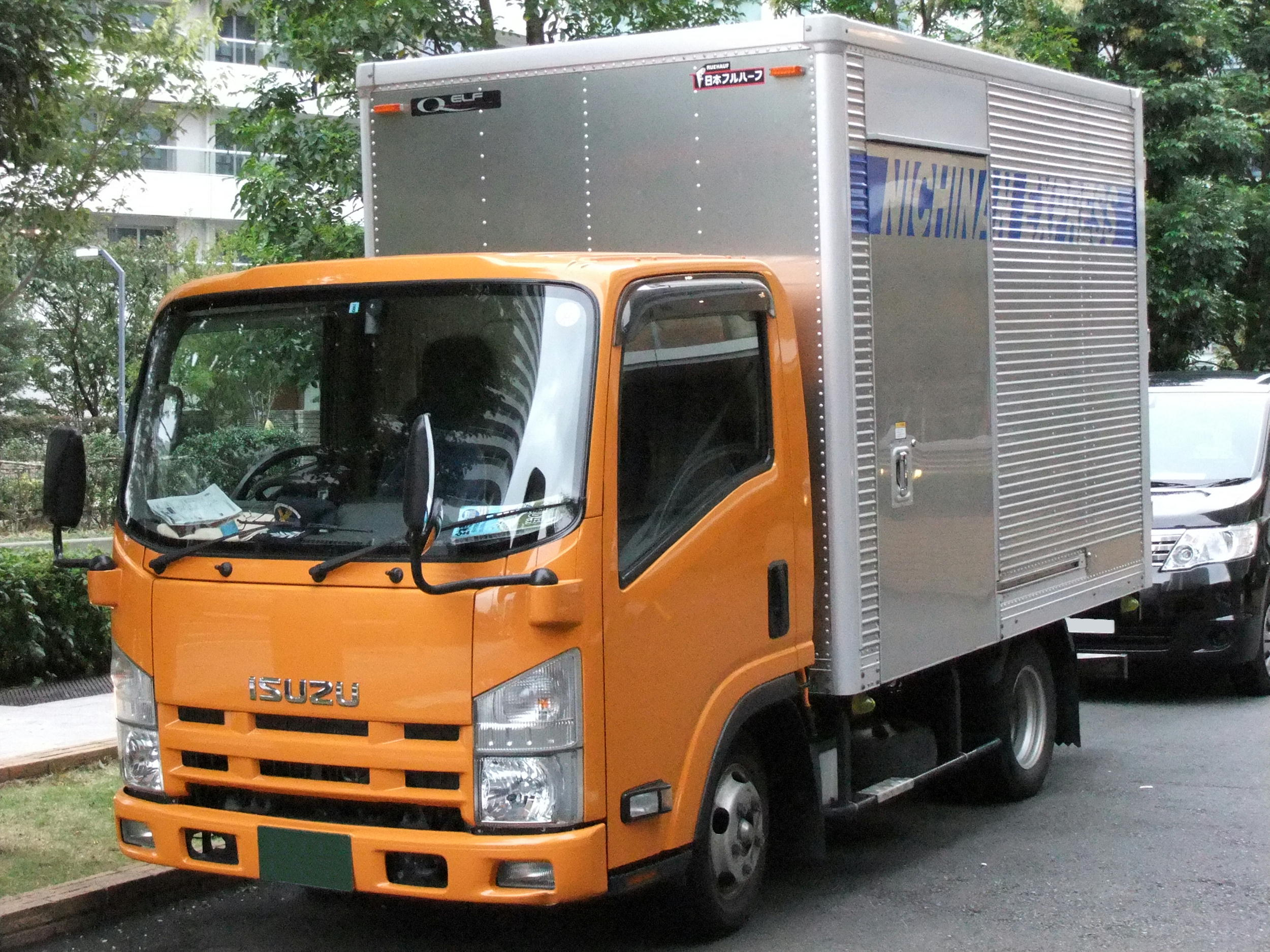
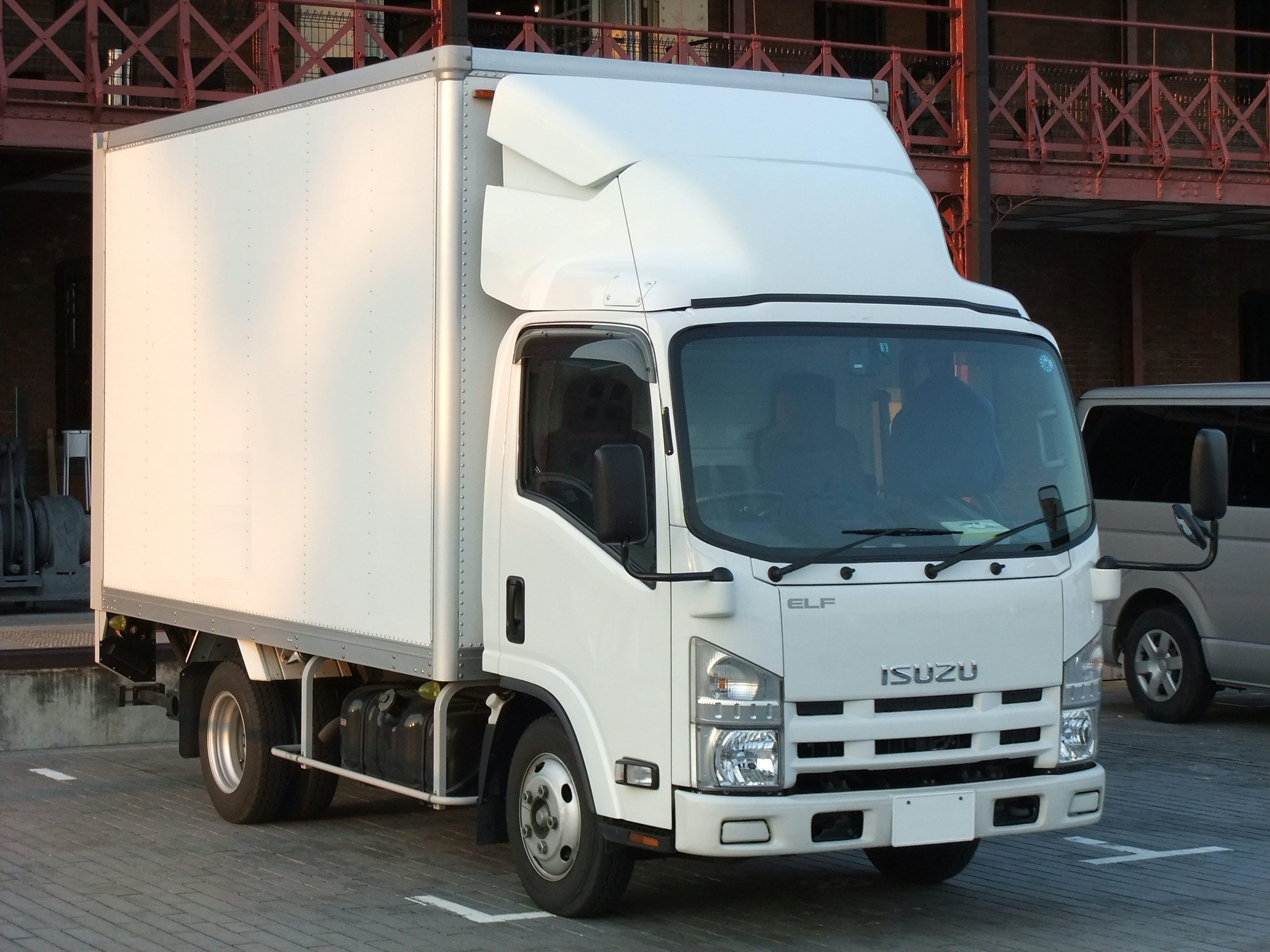
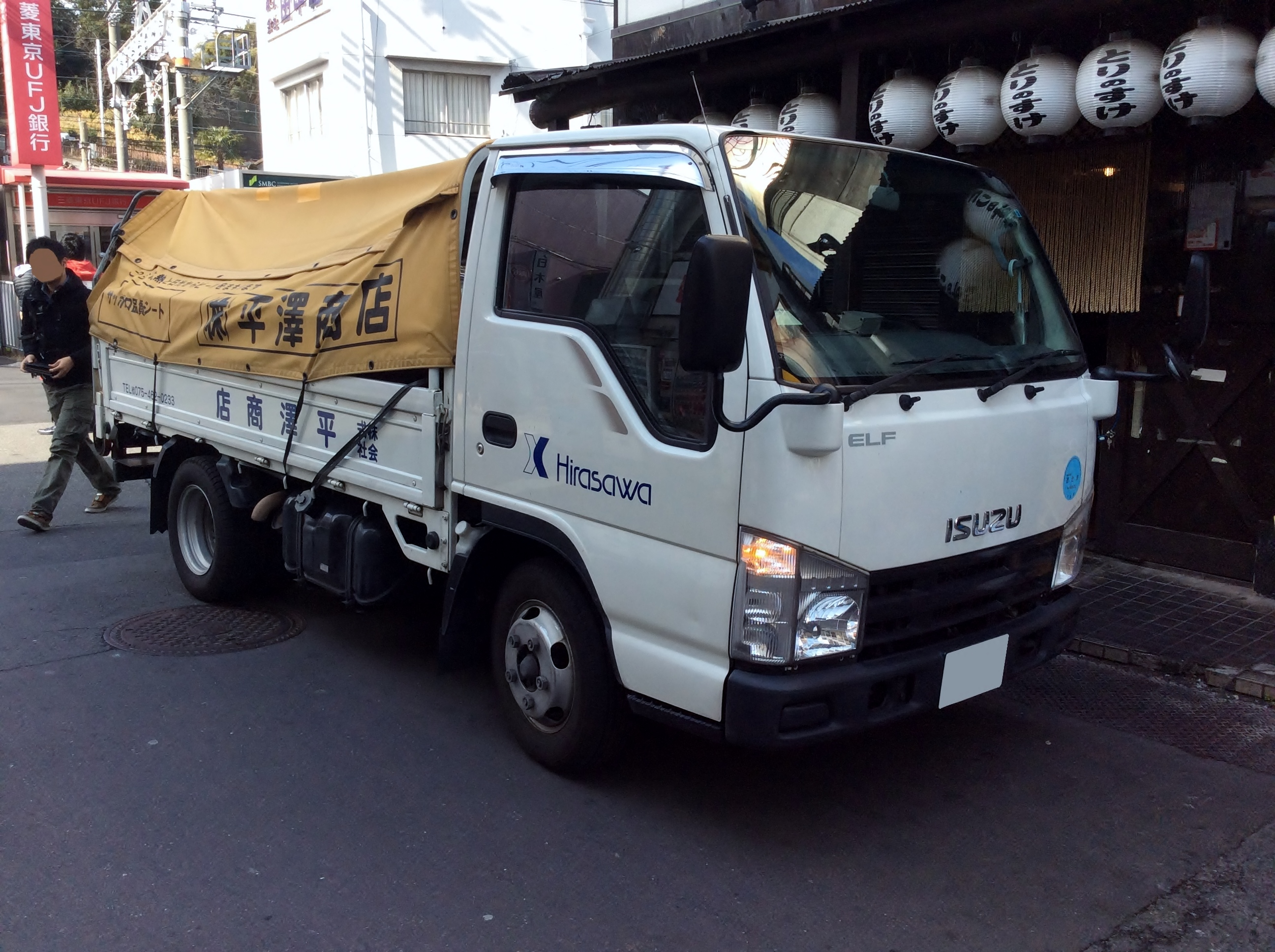
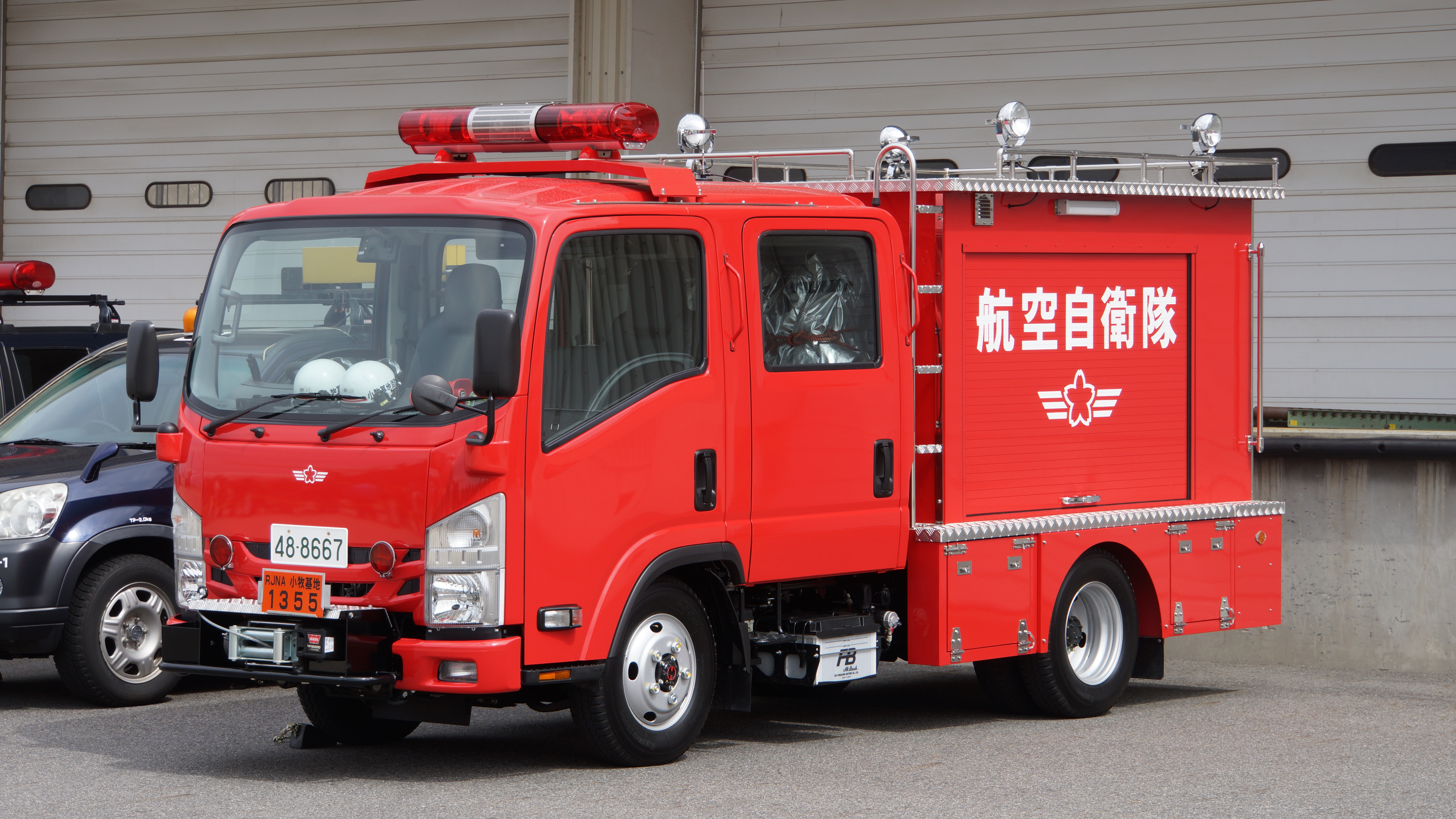